# Marianne Köhnlein-Göbel
Marianne Köhnlein-Göbel (Pforzheim) es una cantante (soprano) alemana  y profesora de canto.

## Carrera
Completó su formación musical y estudios de canto en la Universidad Estatal de Música y Artes Escénicas de Stuttgart con Alfred Paulus y con Kammersänger Anton Dermota en Viena. Se puso de ópera en los teatros estatales de Württemberg en Stuttgart.
Los compromisos de ópera, recitales y conciertos se llevaron a cabo en los Países Bajos, Francia, Suiza, Austria y Italia. Grabaciones de radio en Radio Hilversum, Österreichischer Rundfunk, Südwestfunk y Süddeutscher Rundfunk acompañaron las estaciones de su carrera como cantante.
Preparó a numerosos cantantes jóvenes para carreras de canto, entre ellos Christa Maria Hell, Susanne Hofmann-Babinetz, Sybille Plocher-Ottersbach, Karin Rommel y Ulrike Sonntag. En la competencia Jugend musiziert, todos los estudiantes participantes recibieron el primer y segundo premio en competencias estatales, regionales y nacionales.
Entre 1989 y 1995 fue profesora de canto en la Universidad Estatal de Música y Teatro de Munich. Hasta el día de hoy ha estado enseñando freelance en Stuttgart-Bad Cannstatt.
Además de sus actividades docentes, tiene la oportunidad de cultivar e intensificar su amor por la pintura al estudiar con pintores profesionales. Sus imágenes se pueden ver en varias exposiciones y en su estudio privado.